# ProgPower Europe
ProgPower Europe (vroeger ProgPower) is een progressieve metal en powermetal-festival dat jaarlijks in Nederland gehouden wordt. De eerste editie in 1999 werd georganiseerd in 013 in Tilburg. Sindsdien wordt het georganiseerd in JC Sjiwa in Baarlo.

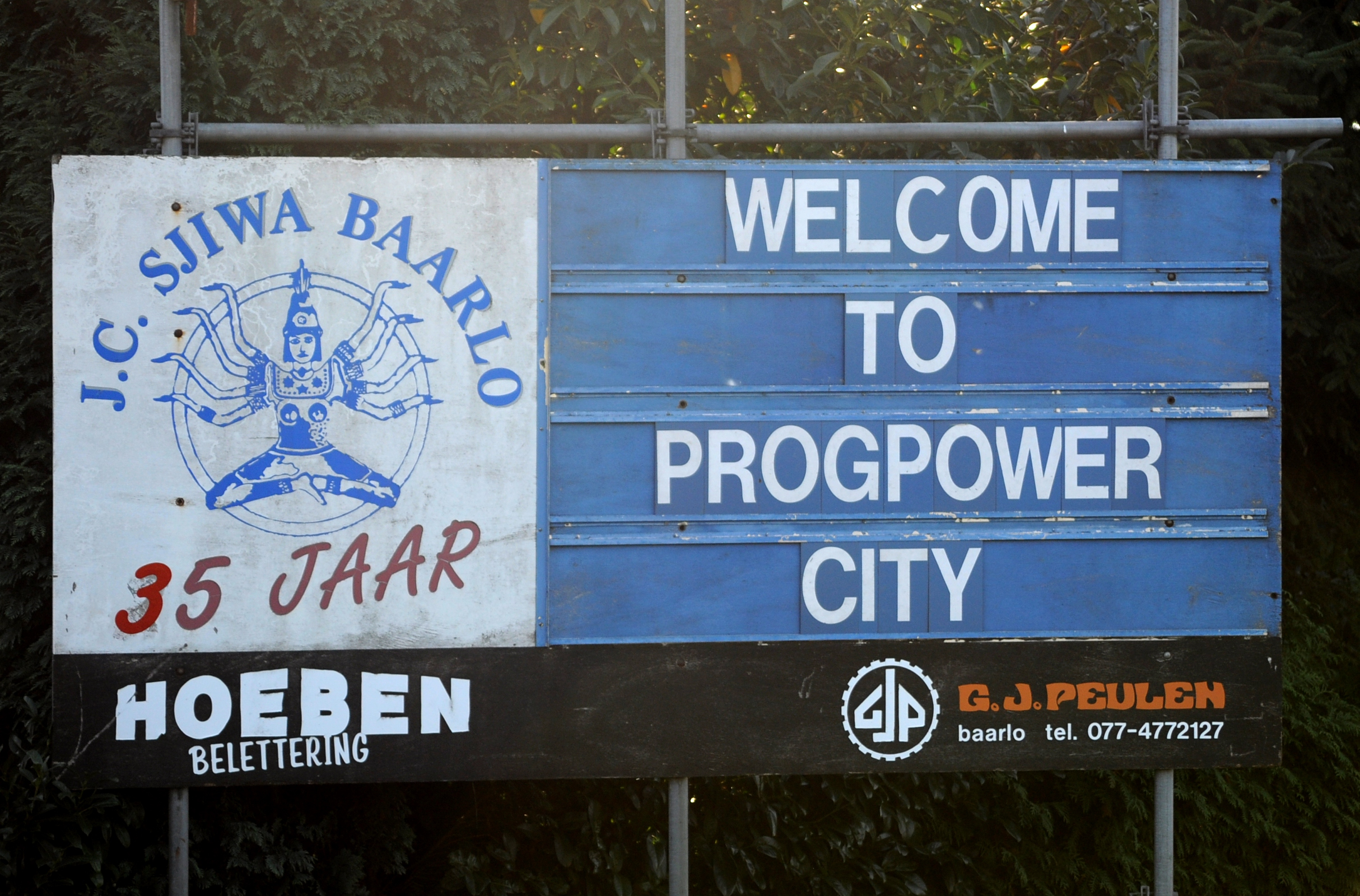
Entree van Baarlo tijdens ProgPower in 2011

## Line-ups

### 2022
Von Hertzen Brothers (Finland) - Mother Of Millions (Griekenland) - Green Carnation (Noorwegen)  - Iotunn (Denemarken/Faroer Eilanden) - Godsticks (Verenigd Koninkrijk) - Feather Mountain (Denemarken) - Smalltape (Duitsland) - Inhalo (Nederland) - Seventh Wonder (Zweden) - Avandra (Puerto Rico) - Meer (Noorwegen) - Vulkan (Zweden) - Nero Di Marte (Italië) - Neverus (Nederland)

### 2014
Heavy Hoempa - Votum (Polen) - Jolly (Verenigde Staten) - Disperse (Polen) - Prospekt (Verenigd Koninkrijk) - Aeon of Horus (Australië) - Pain of Salvation (Zweden) - Aeon Zen (Verenigd Koninkrijk) - Voyager (Australië) - Cartographer (Nederland) - Tenebris (Polen) - Vulture Industries (Noorwegen) - Chimp Spanner (Verenigd Koninkrijk) - Agent Fresco (IJsland)

### 2013
Shadow Gallery (Verenigde Staten), Damian Wilson (Verenigd Koninkrijk), Nehl Aëlin (Frankrijk), Fates Warning (Verenigde Staten), Haken (UK), Hacride (Frankrijk), Oddland (Finland), Verbal Delirium (Griekenland), Dimaeon (Nederland), The Ocean (Duitsland), Wolverine (Zweden), The Omega Experiment (Verenigde Staten), Toundra (Spanje), Ramage Inc. (UK), Malicious Dream (Nederland)

### 2012
Heaven's Cry (Canada) - Anubis Gate (Denemarken) - Ørkenkjøtt (Noorwegen) - Heaven's Cry (Canada) - Anubis Gate (Denemarken) - Ørkenkjøtt (Noorwegen) - Persefone (Andorra) - Vanden Plas (Duitsland) - Nightingale (Zweden) - The Levitation Hex (Australië) - Alarum (Australië) - Shattered Skies (Ierland) - A Liquid Landscape (Nederland) - Circus Maximus (Noorwegen) - Akphaezya (Frankrijk) - Borealis (Canada) - Uneven Structure (Frankrijk) - Thurisaz (België) - Atlantis (Nederland)

### 2011
Seventh Wonder (Zweden) - Subsignal (Duitsland) - Barstool Philosophers (Nederland) - Symphony X (Verenigde Staten) - Long Distance Calling (Duitsland) - DGM (Italië) - In Mourning (Zweden) - White Walls (Roemenië) - Schizoid Lloyd (Nederland) - Redemption (Verenigde Staten) - Mekong Delta (Duitsland) - Kingcrow (Italië) - Sole Remedy (Finland) - Memento Waltz (Italië) - Sky Architect (Nederland)

### 2010
Serenity (Oostenrijk) - Leprous (Noorwegen) - Klone (Frankrijk) - Shadow Gallery (Verenigde Staten) - Myrath (Tunesië) - Darkwater (Zweden) - Xerath (UK) - Proghma-C (Polen) - Haken (GB) - Jon Oliva's Pain (Verenigde Staten) - Oceans of Sadness (België) - Day Six (Nederland) - The Dust Connection (Nederland) - Sacrum (Argentinië) - Love de Vice (Polen)

### 2009
Andromeda (Zweden) - Cloudscape (Zweden) - Cirrha Niva (Nederland) - Mercenary (Denemarken) - Nahemah (Spanje) - Seventh Wonder (Zweden) - Chaos Divine (Australië) - Vanity (Polen) - Akphaezya (Frankrijk) - Evergrey (Zweden) - Hacride (Frankrijk) - Neverland (Turkije/Griekenland) - Enochian Theory (GB) - Prospect (Slovenië) - Knight Area (Nederland)

### 2008
Pagan's Mind (Noorwegen) - Atrox (Noorwegen) - Division by Zero (Polen) - Cynic (Verenigde Staten) - Zero Hour (Verenigde Staten) - Alarum (Australië) - Sun Caged (Nederland) - Cilice (Nederland) - Threshold (GB) - Wolverine (Zweden) - Suspyre (Verenigde Staten) - The Aurora Project (Nederland) - Pathosray (Italië) - 21 Eyes of Ruby (Nederland)

### 2007
Thessera (Brazilië) - Picture of the Moon (Nederland) - Alchemist (Australië) - Orphaned Land (Israël) - Nahemah (Spanje) - DGM (Italië) - Oceans of Sadness (Belgium) - Non-Divine (Nederland) - Jon Oliva's Pain (Verenigde Staten) - Sieges Even (Duitsland) - Dreamscape (Duitsland) - Circus Maximus (Noorwegen) - Meyvn (Verenigde Staten) - Day Six (Nederland)

### 2006
Dreamscape (Duitsland) - Zero Gravity (Belgium) - Mercenary (Denemarken) - Textures (Nederland) - Scar Symmetry (Zweden) - Ephel Duath (Italië) - Chaoswave (Italië) - Another Messiah (Nederland) - Riverside (Polen) - Communic (Noorwegen) - Dark Suns (Duitsland) - Voyager (Australië) - Nova Art (Rusland) - Sphere of Souls (Nederland)

### 2005
Mind Key (Italië) - Time Line (Nederland) - Epica (Nederland) - Green Carnation (Noorwegen) - Novembers Doom (Verenigde Staten) - Orphaned Land (Israël) - Throes of Dawn (Finland) - Disillusion (Duitsland) - Pain of Salvation (Zweden) - Pagan's Mind (Noorwegen) - Wolverine (Zweden) - Cloudscape (Zweden) - Dynamic Lights (Italië) - The Aurora Project (Nederland)

### 2004
Devin Townsend (Canada) - Alchemist (Australië) - Adagio (Frankrijk) - Platitude (Zweden) - All Too Human (Verenigde Staten) - The Dust Connection (Nederland) - The Gathering (Nederland) - Katatonia (Zweden) - Riverside (Polen) - Tomorrow's Eve (Duitsland) - Novact (Nederland) - Into Eternity (Canada)

### 2003
Vanden Plas (Duitsland) - Nightingale (Zweden) - Green Carnation (Noorwegen) - Novembre (Italië) - Chrome Shift (Denemarken) - Symmetry (Nederland) - Evergrey (Zweden) - At Vance (Duitsland) - Elegy (Nederland) - Pagan's Mind (Noorwegen) - Andromeda (Zweden) - Xystus (Nederland)

### 2002
Threshold (GB) - Heaven's Cry (Canada) - Dead Soul Tribe (Oostenrijk) - Stonehenge (Hongarije) - Divided Multitude (Noorwegen) - Antares (Nederland) - After Forever (Nederland) - Ashes to Ashes (Noorwegen) - The Song Retains the Name (Duitsland) - A.C.T (Zweden) - Sun Caged (Nederland) - Arabesque (Nederland)

### 2001
Pain of Salvation (Zweden) - Superior (Duitsland) - Zero Hour (Verenigde Staten) - Silent Edge (Nederland) - Vanden Plas (Duitsland) - Into Eternity (Canada) - Wolverine (Zweden) - Poverty's No Crime (Duitsland) - Anomaly (Nederland) - Andromeda (Zweden)

### 2000
Evergrey (Zweden) - Sonic Debris (Noorwegen) - Opeth (Zweden) - Sonic Debris (Noorwegen) - Brayndance (Duitsland) - After Forever (Nederland) - Spiral Architect (Noorwegen) - Manticora (Denemarken) - Arabesque (Nederland)

### 1999
Threshold (GB) - Poverty's no Crime (Duitsland) - Pain of Salvation (Zweden) - Mayadome (Zweden) - Evergrey (Zweden) - Forever Times (Nederland) - Superior (Duitsland) - Symmetry (Nederland) - Lemur Voice (Nederland) - Wolverine (Zweden)